# Á̲
Cette page contient des caractères spéciaux ou non latins. S’ils s’affichent mal (▯, ?, etc.), consultez la page d’aide Unicode.
Á̲ (minuscule : á̲), appelé A trait souscrit accent aigu ou A souligné accent aigu, est un graphème utilisé dans l’écriture de l’oneida. Il s’agit de la lettre A diacritée d’un trait souscrit et d’un accent aigu. Il est différent du Á̱, A macron souscrit accent aigu.

## Utilisation
En oneida, ‹ á̲ › représente la forme murmurée de la même voyelle que ‹ á ›, c’est-à-dire une voyelle ouverte antérieure non arrondie murmurée portant l’accent tonique.

## Représentations informatiques
Le A souligné accent aigu peut être représenté avec les caractères Unicode suivants (commandes C0 et latin de base, diacritiques) :
- décomposé et normalisé NFC (supplément latin-1, diacritiques) :

| formes    | représentations | chaînes de caractères | points de code | descriptions                                                     |
| --------- | --------------- | --------------------- | -------------- | ---------------------------------------------------------------- |
| capitale  | Á̲               | Á◌̲                    | U+00C1 U+0332  | lettre majuscule latine a accent aigu diacritique trait souscrit |
| minuscule | á̲               | á◌̲                    | U+00E1 U+0332  | lettre minuscule latine a accent aigu diacritique trait souscrit |

- décomposé et normalisé NFD (latin de base, diacritiques) :

| formes    | représentations | chaînes de caractères | points de code       | descriptions                                                                 |
| --------- | --------------- | --------------------- | -------------------- | ---------------------------------------------------------------------------- |
| capitale  | Á̲               | A◌̲◌́                   | U+0041 U+0332 U+0301 | lettre majuscule latine a diacritique trait souscrit diacritique accent aigu |
| minuscule | á̲               | a◌̲◌́                   | U+0061 U+0332 U+0301 | lettre minuscule latine a diacritique trait souscrit diacritique accent aigu |